# Mistrzostwa Europy w Boksie 2006
XXXVI Mistrzostwa Europy w Boksie (mężczyzn) odbyły się w dniach 14-23 lipca 2006 w Płowdiwie. Walczono w jedenastu kategoriach wagowych. Startowało 236 uczestników z 40 państw, w tym ośmiu reprezentantów Polski.

## Medaliści

### Waga papierowa
| Złoto                  | Srebro               | Brąz                                                        |
| ---------------------- | -------------------- | ----------------------------------------------------------- |
| Dawid Ajrapetian Rosja | Alfonso Pinto Włochy | Howhannes Danieljan Armenia · Veli Mumin Macedonia Północna |

### Waga musza
| Złoto                    | Srebro                     | Brąz                                                  |
| ------------------------ | -------------------------- | ----------------------------------------------------- |
| Gieorgij Bałakszyn Rosja | Samir Məmmədov Azerbejdżan | Jérôme Thomas Francja · Bato-Munko Wankiejew Białoruś |

### Waga kogucia
| Złoto            | Srebro                     | Brąz                                        |
| ---------------- | -------------------------- | ------------------------------------------- |
| Ali Alijew Rosja | Detelin Dałakliew Bułgaria | Mirsad Ahmeti Chorwacja · Zsolt Bedák Węgry |

### Waga piórkowa
| Złoto                  | Srebro                    | Brąz                                               |
| ---------------------- | ------------------------- | -------------------------------------------------- |
| Albiert Sielimow Rosja | Şahin İmranov Azerbejdżan | Stephen Smith Anglia · Aleksiej Szajdulin Bułgaria |

### Waga lekka
| Złoto                     | Srebro                     | Brąz                                                  |
| ------------------------- | -------------------------- | ----------------------------------------------------- |
| Aleksiej Tiszczenko Rosja | Hraczik Dżawachian Armenia | Wazgen Safarianc Białoruś · Ołeksandr Kluczko Ukraina |

### Waga lekkopółśrednia
| Złoto                    | Srebro               | Brąz                                      |
| ------------------------ | -------------------- | ----------------------------------------- |
| Boris Georgijew Bułgaria | Oleg Komisarow Rosja | Gyula Káté Węgry · Ionuț Gheorghe Rumunia |

### Waga półśrednia
| Złoto                 | Srebro              | Brąz                                               |
| --------------------- | ------------------- | -------------------------------------------------- |
| Andriej Bałanow Rosja | Spas Genow Bułgaria | Kachaber Żwania Gruzja · Ołeksandr Strecki Ukraina |

### Waga średnia
| Złoto                 | Srebro                     | Brąz                                         |
| --------------------- | -------------------------- | -------------------------------------------- |
| Matwiej Korobow Rosja | Rahib Bəylərov Azerbejdżan | Fundo Mhura Szkocja · Ołeksandr Usyk Ukraina |

### Waga półciężka
| Złoto                    | Srebro                  | Brąz                                                |
| ------------------------ | ----------------------- | --------------------------------------------------- |
| Artur Bietierbijew Rosja | Ismajił Siłłach Ukraina | Constantin Bejenaru Rumunia · Kenneth Egan Irlandia |

### Waga ciężka
| Złoto                  | Srebro                | Brąz                                                  |
| ---------------------- | --------------------- | ----------------------------------------------------- |
| Denys Pojacyka Ukraina | Roman Romanczuk Rosja | Alexander Powernow Niemcy · Elçin Əlizadə Azerbejdżan |

### Waga superciężka
| Złoto                  | Srebro                    | Brąz                                            |
| ---------------------- | ------------------------- | ----------------------------------------------- |
| Isłam Timurzijew Rosja | Robert Helenius Finlandia | Kubrat Pulew Bułgaria · Kurban Günebakan Turcja |

## Występy Polaków
- Łukasz Maszczyk (waga papierowa) przegrał pierwszą walkę w eliminacjach z Alfonso Pinto (Włochy)
- Krzysztof Rogowski (waga kogucia) przegrał pierwszą walkę w eliminacjach z İbrahimem Aydoğanem (Turcja)
- Andrzej Liczik (waga piórkowa) przegrał pierwszą walkę w eliminacjach z Stephenem Smithem (Anglia)
- Krzysztof Szot (waga lekka) wygrał w eliminacjach z Mariusem Narkevičiusem (Litwa), a w ćwierćfinale przegrał z Hraczikiem Dżawachianem (Armenia)
- Mariusz Koperski (waga lekkopółśrednia) przegrał pierwszą walkę w eliminacjach z Janem Romanowskym (Litwa)
- Marcin Starbała (waga półśrednia) wygrał w eliminacjach z Radu Zarifem (Rumunia) i przegrał ze Spasem Genowem (Bułgaria)
- Sebastian Rzadkiewicz (waga średnia) wygrał w eliminacjach z Konstantinem Bugą (Niemcy) i przegrał ze Matwiejem Korobowem (Rosja)
- Łukasz Janik (waga ciężka) przegrał pierwszą walkę w eliminacjach z Romanem Romanczukiem (Rosja)